# Епархия Марилии
Епархия Марилии (лат. Dioecesis Mariliensis) — епархия Римско-Католической церкви с центром в городе Марилия, Бразилия. Епархия Марилии входит в митрополию Ботукату. Кафедральным собором епархии Марилии является церковь святого Бенедикта.  

## История
16 февраля 1952 года Римский папа Пий XII издал буллу «Ad Episcoporum munus», которой учредил епархию Марилии, выделив её из епархии Линса. Первоначально епархия Марилии входила в митрополию Сан-Паулу. 
19 апреля 1958 года епархия Марилии вошла в митрополию Ботукату.

## Ординарии епархии
- епископ Hugo Bressane de Araújo (1954—1975)
- епископ Daniel Tomasella OFMCap (1975—1992)
- епископ Osvaldo Giuntini (9 декабря 1992 — 8 мая 2013)
- Luiz Antônio Cipolini (назначен 8 мая 2013)